# Espion(s)
Pour les articles homonymes, voir Espion (homonymie).
Pour plus de détails, voir Fiche technique et Distribution.
Espion(s) est un film d'espionnage français de Nicolas Saada sorti en 2009.

## Synopsis
Vincent, un ancien étudiant de Sciences Po, marginal et délinquant, est  bagagiste dans un aéroport. Avec son collègue, il a l'habitude de fouiller les valises. C'est alors qu'il se trouve embarqué dans une affaire d'espionnage. Des agents de la DST lui proposent de séduire Claire afin de surveiller les agissements de son mari, un homme d'affaires en lien avec un diplomate étranger dangereux.

## Fiche technique
- Titre : Espion(s)
- Titre original : Un simple espion
- Réalisation et scénario : Nicolas Saada
- Production : The Film
- Photo : Stéphane Fontaine
- Montage : Juliette Welfling
- Musique : Cliff Martinez
- Durée : 99 minutes
- Date de sortie : France : 28 janvier 2009
- Pays de production : France

## Distribution
- Guillaume Canet : Vincent
- Géraldine Pailhas : Claire
- Stephen Rea : Palmer, l'agent du MI5 auquel Vincent est confié
- Hippolyte Girardot : Simon, l'agent DST qui coince Vincent
- Archie Panjabi : Anna, l'agent du MI5 qui fait équipe avec Vincent
- Vincent Regan : Peter Burton, le mari de Claire
- Alexander Siddig : Malik, le Syrien
- Hiam Abbass : Wafa
- Alexandre Steiger : Paul Dupuy
- Pierre-Benoist Varoclier : l'homme de Camden
- Frédéric Épaud : Laurent
- Jamie Harding (en) : Fouad, le 2e homme de Roissy
- Bruno Blairet : Gérard, le collègue bagagiste de Vincent
- Michael Marks : l'antiquaire
- Sébastien Cardinal : le chauffeur de Palmer
- Tarek Khalil : Otriz
- Satya Dusaugey : homme DST 1
- Julien Meunier : homme DST 2
- Milanka Brooks (en) : la vendeuse

## Réception critique
La réception critique du film a été plutôt bonne. Le Figaroscope  évoque un « film d'espionnage très bien ficelé et efficace sur fond de manipulation, de trahison et d'histoire d'amour ». Le film « démontre une assimilation des règles et des possibilités de la mise en scène classique » selon les Cahiers du cinéma.